# Xã Morrill, Quận Morrison, Minnesota
Xã Morrill (tiếng Anh: Morrill Township) là một xã thuộc quận Morrison, tiểu bang Minnesota, Hoa Kỳ. Năm 2010, dân số của xã này là 696 người.